# Раджабов, Худоёр Раджабович
Худоёр Раджабович Раджабов (1923, Хатлонская область — 2001) — советский хозяйственный, государственный и политический деятель.

## Биография
Родился в 1923 году в кишлаке Шакаран. Член КПСС.
С 1941 года — на хозяйственной, общественной и политической работе. В 1941—1983 гг. — табельщик колхоза «Большевик» Колхозабадского района, в Советской Армии, экономист отдела сельского хозяйства, секретарь, председатель плановой комиссии, заместитель председателя Колхозабадского райисполкома, освобожденный секретарь первичной парторганизации Колхозабадской МТС, секретарь Кулябского горкома партии, первый секретарь Восейского райкома партии, секретарь партийного комитета Московского производственного колхозно-совхозного управления, первый секретарь Московского райкома КП Таджикистана, председатель Кулябского облисполкома.
Умер в 2001 году в городе Куляб, Хатлонской области. Похоронен в кишлаке Кадучи, Восейского района.